# Bruun Kuijt
Bruun Kuijt (Zaandam, 1957) is een Nederlands acteur en (toneel)regisseur.

## Carrière
Kuijt studeerde aan de Akademie voor Kleinkunst. Als acteur had hij gastrollen in Flodder en het Sinterklaasjournaal en verzorgde hij het Nederlandse stemmenwerk in de tekenfilmversie van Dribbel.. Als regisseur is hij voornamelijk in het theater actief. Hij werkte daar meermaals samen met acteur Bram van der Vlugt (o.a. Op bezoek bij Meneer Green en Enkele Reis). Als televisieregisseur behoorde hij een tijdlang tot de crew van Kinderen geen bezwaar.

## Trivia
- Kuijts achternaam wordt ook weleens gespeld als Kuyt. Zijn eigen LinkedIn vermeldt de spellingswijze Kuijt.